# Taranto Football Club 1989-1990
Questa voce raccoglie le informazioni riguardanti il Taranto Football Club nelle competizioni ufficiali della stagione 1989-1990.

## Stagione
Nella stagione 1989-1990 il Taranto appena retrocesso in Serie C1, disputa il girone B vincendolo con 48 punti, ritornando subito in Serie B, con la Salernitana, seconda con 46 punti. Al vertice societario del Taranto c'è un nuovo presidente, si tratta del cavalier Donato Carelli, mentre sulla panchina rossoblù viene riconfermato il tecnico Roberto Clagluna. Nel girone di andata raccoglie 23 punti, alle spalle del Casarano, nel girone di ritorno ne mette insieme 25, dietro alla scatenata Casertana, che si piazza in terza posizione. Con 17 reti subite il Taranto ha avuto la miglior difesa del campionato, con 12 reti il miglior marcatore tarantino del campionato è stato Vittorio Insanguine. Nella Coppa Italia nazionale che è ritornata ad essere ad eliminazione diretta, il Taranto supera nel primo turno l'Udinese ai calci di rigore, nel secondo turno viene estromesso dalla Juventus. Nella Coppa Italia di Serie C entra in gioco nei sedicesimi di finale, ma viene subito eliminato nel doppio confronto dalla Fidelis Andria.

## Rosa
| N. |                   | Ruolo | Calciatore                 |
| -- | ----------------- | ----- | -------------------------- |
|    | Italia (bandiera) | C     | Domenico Agostini          |
|    | Italia (bandiera) | D     | Luca Brunetti              |
|    | Italia (bandiera) | A     | Guglielmo Coppola          |
|    | Italia (bandiera) | D     | Gino Cossaro               |
|    | Italia (bandiera) | C     | Massimo De Solda           |
|    | Italia (bandiera) | D     | Gilberto D'Ignazio Pulpito |
|    | Italia (bandiera) | C     | Luca Evangelisti           |
|    | Italia (bandiera) | C     | Giuliano Gentilini         |
|    | Italia (bandiera) | D     | Simone Giacchetta          |

| N. |                   | Ruolo | Calciatore          |
| -- | ----------------- | ----- | ------------------- |
|    | Italia (bandiera) | D     | Maurizio Gridelli   |
|    | Italia (bandiera) | A     | Vittorio Insanguine |
|    | Italia (bandiera) | C     | Andrea Mazzaferro   |
|    | Italia (bandiera) | C     | Silvio Picci        |
|    | Italia (bandiera) | P     | Mirco Piraccini     |
|    | Italia (bandiera) | C     | Maurizio Raggi      |
|    | Italia (bandiera) | C     | Giorgio Roselli     |
|    | Italia (bandiera) | D     | Rosario Sasso       |
|    | Italia (bandiera) | P     | Gianpaolo Spagnulo  |

## Risultati

### Serie C1

#### Girone di andata
| Arbitro: | Rausa (Cosenza) |

|                          |           |  |
| Raggi 56’ G. Coppola 83’ | Marcatori |  |

| Arbitro: | Salerno (Acireale) |

|             |           |                          |
| Catelli 84’ | Marcatori | 27’, 30’, 80’ Insanguine |

| Arbitro: | Arena (Ercolano) |

|                |           |  |
| Insanguine 14’ | Marcatori |  |

| Trapani 8 ottobre 1989 4ª giornata | Palermo           | 0 – 0 | Taranto | Stadio Polisportivo Provinciale\| Arbitro: \| Mughetti (Cesena) \| |
| Arbitro:                           | Mughetti (Cesena) |       |         |                                                                    |

| Arbitro: | Scarcelli (Cosenza) |

|              |           |  |
| Brunetti 90’ | Marcatori |  |

| Arbitro: | Cirotti (Roma) |

|  |           |                                               |
|  | Marcatori | 46’ Giacchetta 81’ Insanguine 84’ D. Agostini |

| Arbitro: | Arena (Ercolano) |

|               |           |                   |
| Ciannavei 16’ | Marcatori | 54’ (aut.) Peveri |

| Arbitro: | Morello (Ragusa) |

|                             |           |  |
| Brunetti 28’ G. Coppola 76’ | Marcatori |  |

| Arbitro: | Collina (Viareggio) |

|                               |           |              |
| Casale 36’ Fusco 71’ Pace 84’ | Marcatori | 36’ Brunetti |

| Arbitro: | Scarfò (Reggio Calabria) |

|                       |           |            |
| G. Coppola 88’ (rig.) | Marcatori | 12’ Nistri |

| Casarano 26 novembre 1989 11ª giornata | Casarano         | 0 – 0 | Taranto | Stadio Giuseppe Capozza\| Arbitro: \| Bazzoli (Merano) \| |
| Arbitro:                               | Bazzoli (Merano) |       |         |                                                           |

| Arbitro: | Cesari (Genova) |

|                   |           |           |
| D. Agostini 45+2’ | Marcatori | 27’ Prima |

| Arbitro: | Tommasi (Crema) |

|              |           |  |
| Bizzarri 58’ | Marcatori |  |

| Arbitro: | Fiori (Ravenna) |

|                               |           |                                      |
| Bardi 23’ (rig.) Clementi 28’ | Marcatori | 38’ G. Roselli 65’ (rig.) G. Coppola |

| Arbitro: | De Angelis (Civitavecchia) |

|           |           |  |
| Picci 55’ | Marcatori |  |

| Terni 7 gennaio 1990 16ª giornata | Ternana              | 0 – 0 | Taranto | Stadio Libero Liberati\| Arbitro: \| Brignoccoli (Ancona) \| |
| Arbitro:                          | Brignoccoli (Ancona) |       |         |                                                              |

| Arbitro: | Bazzoli (Merano) |

|                                      |           |  |
| Insanguine 38’ (rig.), 91’ Picci 86’ | Marcatori |  |

#### Girone di ritorno
| Catania 28 gennaio 1990 18ª giornata | Catania            | 0 – 0 | Taranto | Stadio Cibali\| Arbitro: \| Rodomonti (Teramo) \| |
| Arbitro:                             | Rodomonti (Teramo) |       |         |                                                   |

| Arbitro: | Pellegrino (Barcellona Pozzo di Gotto) |

|                                           |           |  |
| Insanguine 18’, 78’ G. Coppola 74’ (rig.) | Marcatori |  |

| Andria 11 febbraio 1990 20ª giornata | Fidelis Andria | 0 – 0 | Taranto | Stadio degli Ulivi\| Arbitro: \| Marchi (Ivrea) \| |
| Arbitro:                             | Marchi (Ivrea) |       |         |                                                    |

| Taranto 18 febbraio 1990 21ª giornata | Taranto          | 0 – 0 | Palermo | Stadio Erasmo Iacovone\| Arbitro: \| Arena (Ercolano) \| |
| Arbitro:                              | Arena (Ercolano) |       |         |                                                          |

| Sassari 4 marzo 1990 22ª giornata | Torres            | 0 – 0 | Taranto | Stadio Acquedotto\| Arbitro: \| Mughetti (Cesena) \| |
| Arbitro:                          | Mughetti (Cesena) |       |         |                                                      |

| Arbitro: | Russo (Pescara) |

|                |           |  |
| Insanguine 27’ | Marcatori |  |

| Arbitro: | Capovilla (Verona) |

|                                            |           |            |
| Scioletti 63’ (aut.) G. Coppola 63’ (aut.) | Marcatori | 84’ Peveri |

| Monopoli 25 marzo 1990 25ª giornata | Monopoli        | 0 – 0 | Taranto | Stadio Vito Simone Veneziani\| Arbitro: \| Bettin (Padova) \| |
| Arbitro:                            | Bettin (Padova) |       |         |                                                               |

| Arbitro: | Fiori (Ravenna) |

|                                                   |           |  |
| D'Ignazio Pulpito 45’ Giacchetta 68’ Gridelli 83’ | Marcatori |  |

| Arbitro: | Tommasi (Crema) |

|               |           |              |
| Sciarappa 83’ | Marcatori | 71’ De Solda |

| Arbitro: | Chiesa (Livorno) |

|                                  |           |  |
| Insanguine 44’ D'Ignazio Pulpito | Marcatori |  |

| Arbitro: | Rossignoli (Firenze) |

|           |           |                         |
| Prima 78’ | Marcatori | 7’, 75’, 86’ G. Coppola |

| Arbitro: | Cesari (Genova) |

|                |           |  |
| Insanguine 53’ | Marcatori |  |

| Arbitro: | Bazzoli (Merano) |

|                |           |  |
| G. Roselli 48’ | Marcatori |  |

| Arbitro: | De Angelis (Civitavecchia) |

|                                     |           |  |
| Campilongo 7’, 87’ Lanci 90’ (rig.) | Marcatori |  |

| Arbitro: | Bettin (Padova) |

|                                      |           |             |
| G. Coppola 30’ (rig.) G. Roselli 49’ | Marcatori | 54’ Eritreo |

| Salerno 3 giugno 1990 34ª giornata | Salernitana     | 0 – 0 | Taranto | Stadio Donato Vestuti\| Arbitro: \| Cesari (Genova) \| |
| Arbitro:                           | Cesari (Genova) |       |         |                                                        |

### Coppa Italia

#### Fase eliminatoria
| Arbitro: | Bailo (Novi Ligure) |

|                                      |                      |                                        |
| G. Coppola Raggi G. Roselli De Solda | Tiri di rigore 4 – 3 | L. Mattei Lucci Balbo Sensini Bruniera |

| Arbitro: | Nicchi (Arezzo) |

|                           |           |                |
| Schillaci 14’ Zavarov 42’ | Marcatori | 71’ Giacchetta |

### Coppa Italia Serie C

#### Fase finale
| Arbitro: | Forte (Marsala) |

|                                            |           |  |
| Picci 17’ (aut.) Vinci 24’ F. Perugini 79’ | Marcatori |  |

| Arbitro: | Pellegrino (Barcellona Pozzo di Gotto) |

|                                                            |           |                  |
| G. Coppola 38’ (rig.) Insanguine 72’ G. Roselli 78’ (rig.) | Marcatori | 92’ (rig.) Vinci |